# Джилиб
Джилиб (сомал. Jilib) — город в Сомали, расположен в провинции Средняя Джубба. Административный центр одноимённого района. 

## История
В 2007 году за город шли бои между вооружёнными силами Эфиопии и боевиками из Союза исламских судов. По состоянию на 2024 год город контролируется террористической группировкой аш-Шабааб, фактически являясь основной базой группы и столицей Исламского Эмирата Сомали.

## Географическое положение
Город расположен на высоте 19 метров над уровнем моря.

## Демография
В 2012 году в городе проживало 5 003 человек.

## Транспорт
Ближайший аэропорт находится в городе Кисмайо.